# Porto di Baratti
Il porto di Baratti è il porto dell'omonimo golfo che si apre a nord del promontorio di Piombino, all'estremità settentrionale del suddetto territorio comunale. Il porto turistico si trova sul mar Ligure proprio ai piedi di Populonia e dinanzi all'area archeologica etrusca.

## Storia

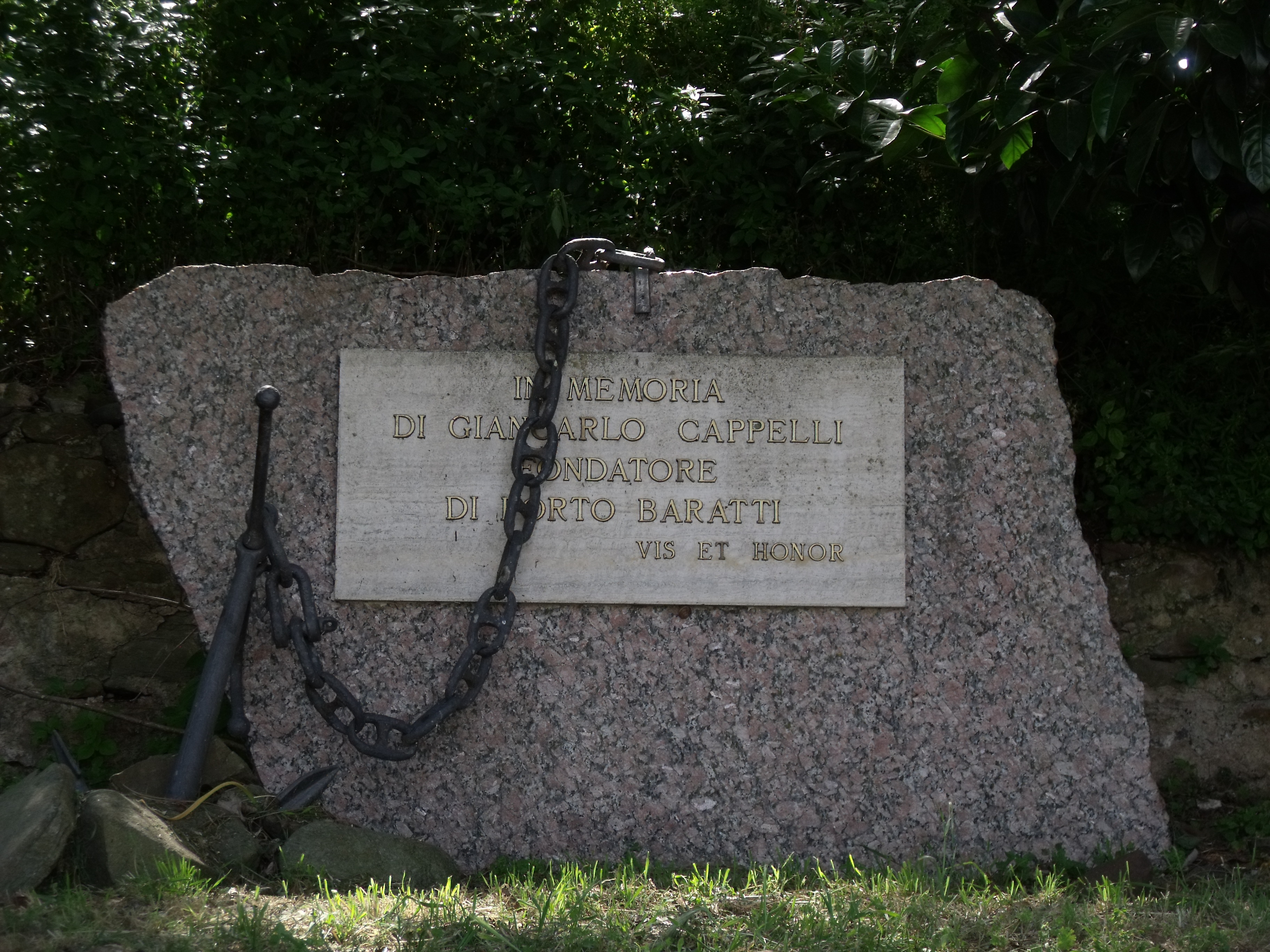

Populonia nell'antichità, costituiva l'unica grande città etrusca che si affacciava sul mare e, già in quell'epoca, era già presente un approdo per le imbarcazioni che trasportavano i materiali ferrosi dall'isola d'Elba, che successivamente venivano lavorati in zona e poi fatti ripartire dal porto di Baratti, per tutto il mar Mediterraneo.

## Caratteristiche
Il porto di Baratti è situato nella rada dell'omonimo golfo, da dove è possibile raggiungere la riva grazie ad un servizio bus. L'approdo in rada è suddiviso in 4 settori distinti, ciascuno dei quali gestito da una diversa società.
I fondali sabbiosi piuttosto bassi (mai superiori ai 5 metri) rendono adatto l'approdo a piccole imbarcazioni, anche se alcuni settori possono ospitare natanti fino a 13 metri. L'accesso è difficoltoso o addirittura impossibile con venti sostenuti di maestrale, mentre risulta ben protetto dalle correnti provenienti dai quadranti meridionali.
Tra i servizi, vi è lo scivolo per alare le imbarcazioni, con la possibilità di effettuare riparazioni meccaniche ed elettriche e l'allacciamento all'acqua. Il porto di Baratti è inoltre un punto di appoggio di diving per le calette poste nel settore occidentale del promontorio di Piombino o verso Buca delle Fate.
L'intero tratto costiero è illuminato dal faro di Baratti, ubicato sulle prime propaggini collinari in posizione dominante rispetto all'infrastruttura portuale.